# Veledub
Veledub (také známý jako dub u Nežárky) je výjimečný památný strom. Je nejmohutnějším dubem Třeboňska a pravděpodobně i jižních Čech. V rámci živých památných dubů celé České republiky by se obvodem řadil asi na 6. místo.

## Základní údaje
- název: Veledub, dub u Nežárky
- druh: dub letní (Quercus robur)[1]
- výška: 20 m[1], 25 m[4]
- obvod: 820 cm (1982)[5], 720 cm (1996)[1][5] ¹), 8 m (cca 1995)[2], 848 cm (2005)[4], 867 cm (2014)[1]
- věk: 400 let[4]
- sanace: kolem roku 2000[4]
- souřadnice: 49°5'45.42"N, 14°50'9.12"E

¹) Údaj o obvodu 720 cm pochází z roku 1996. Tento záznam dále uvádí výšku 15 metrů a zdravotní stav 4. Jelikož ani jeden z údajů zdaleka neodpovídá skutečnému stavu Veledubu před ani po tomto datu, jde zřejmě o omyl (údaj pravděpodobně patřil jinému stromu)

## Stav stromu a údržba
Strom je na odhadovaných 400 let ve velmi dobrém zdravotním stavu. Mohutný a zatím celistvý kmen se ve výšce 3 metrů dělí na dvě silné kosterní větve. Kolem roku 2000 provedl ošetření arborista Bohdan Chadt. Došlo na odlehčovací řez a umístění kůlů kolem stromu, aby byly kořeny chráněné před koly zemědělské techniky. Později byly kůly propojeny jako ohrada.

## Další zajímavosti
Dubu byl věnován prostor v televizním pořadu Paměť stromů, konkrétně v dílu č. 6. Stromy nad hladinou. Ve svém díle ho zachytil například akademický malíř Jaroslav Turek. Strom patří mezi nejstarší na Třeboňsku (podobného věku jsou snad jen nejstarší duby na Nové řece, trochu vyššího stáří dosahují Tři bratři)

## Galerie

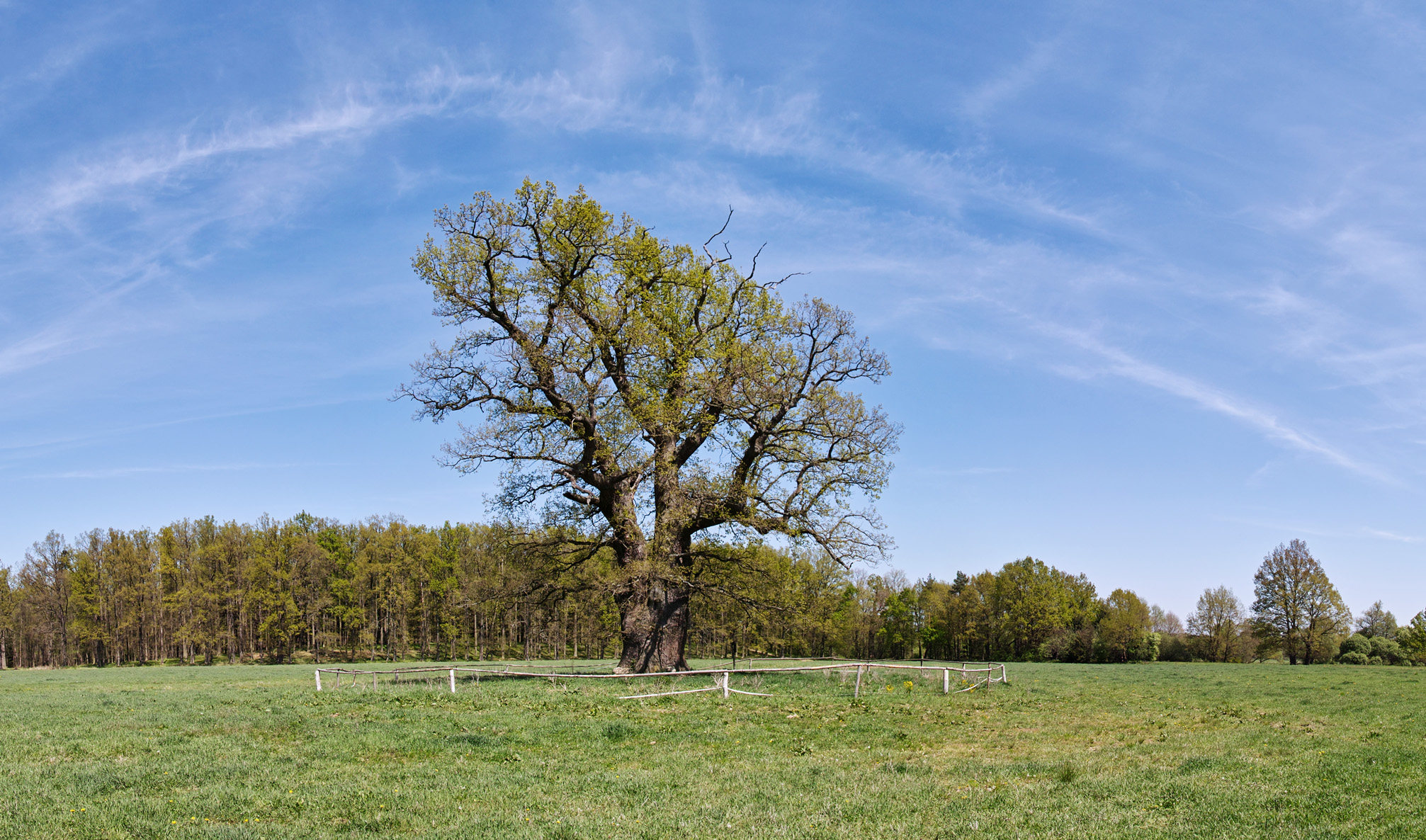
Veledub
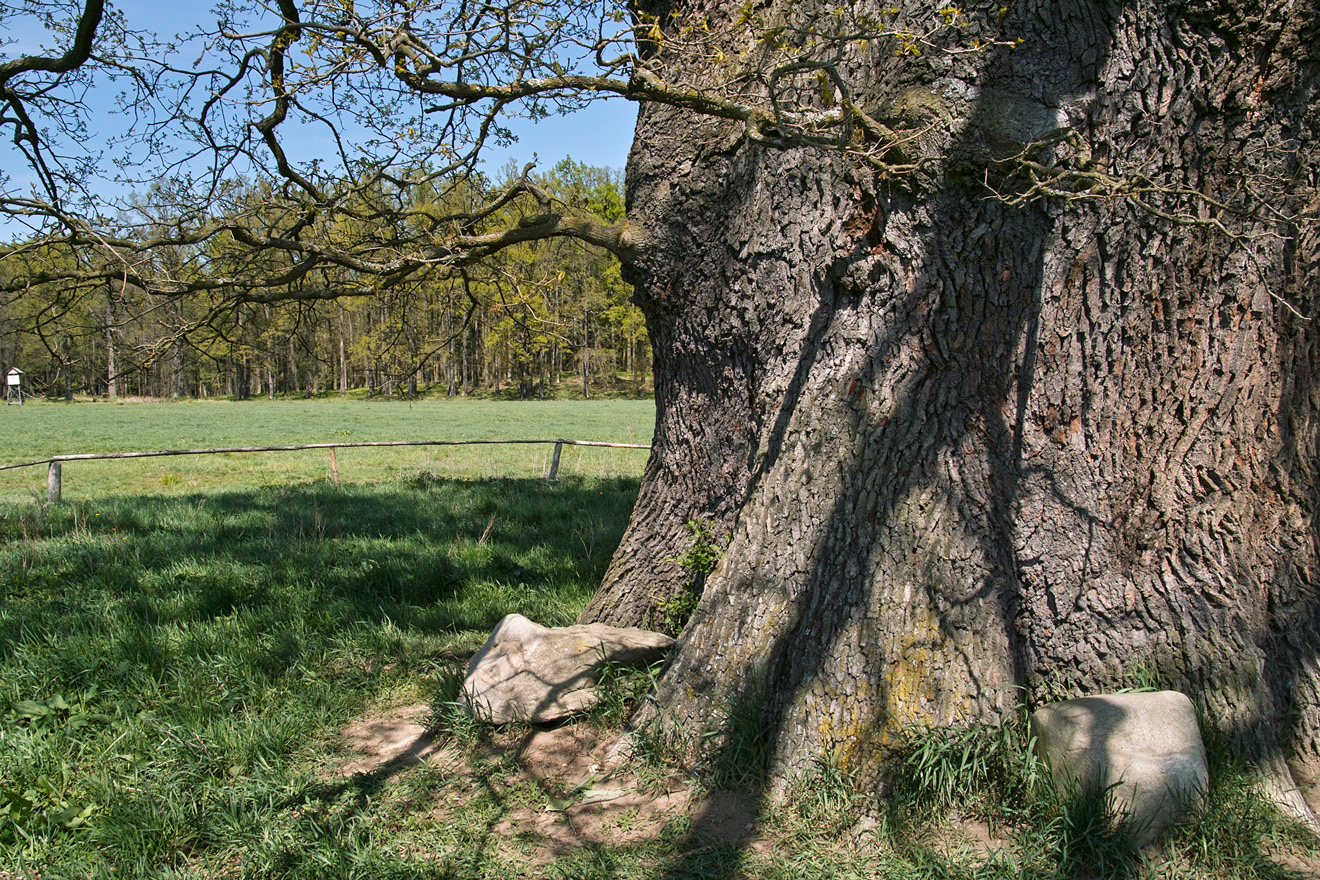
kmen
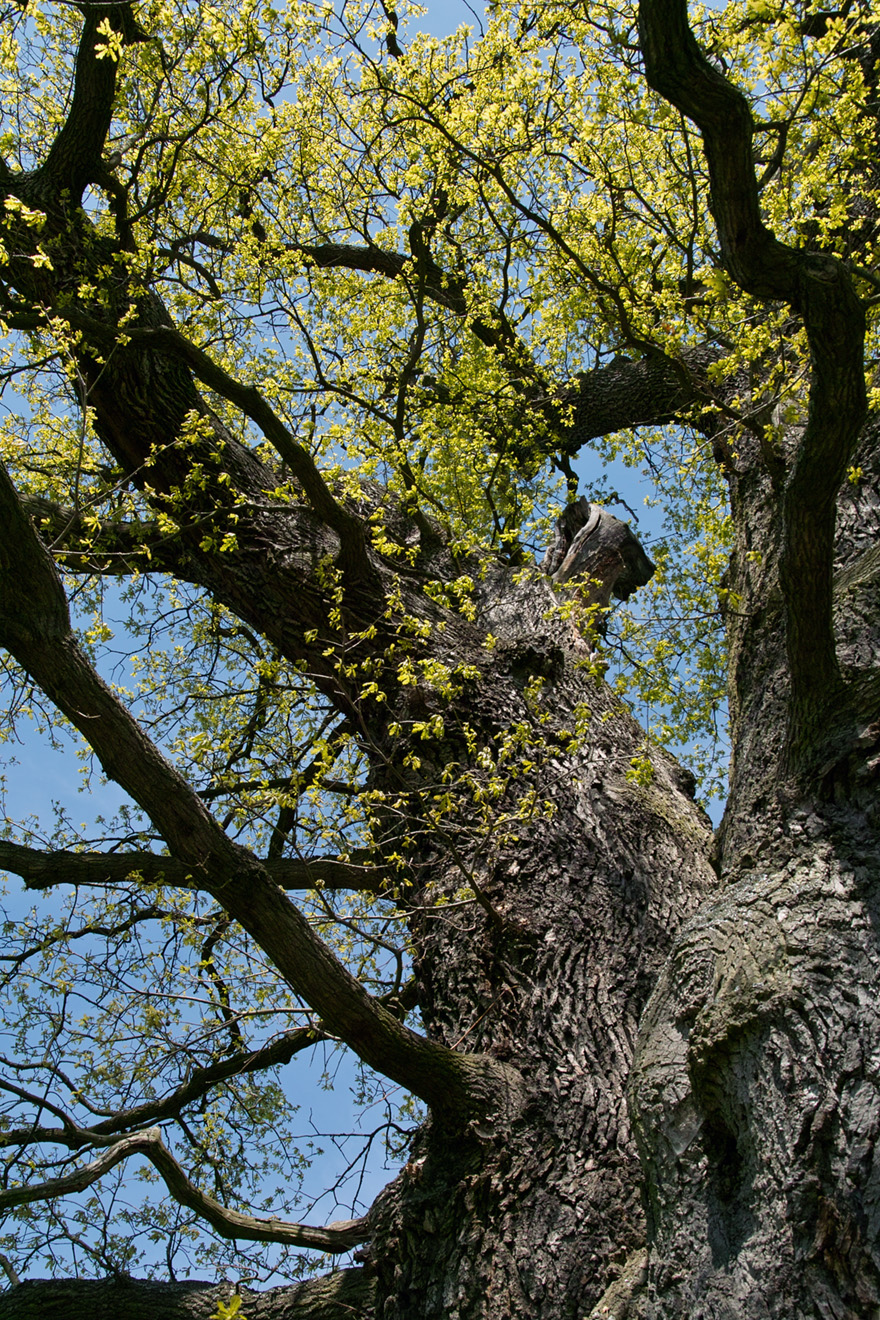
pohled do koruny
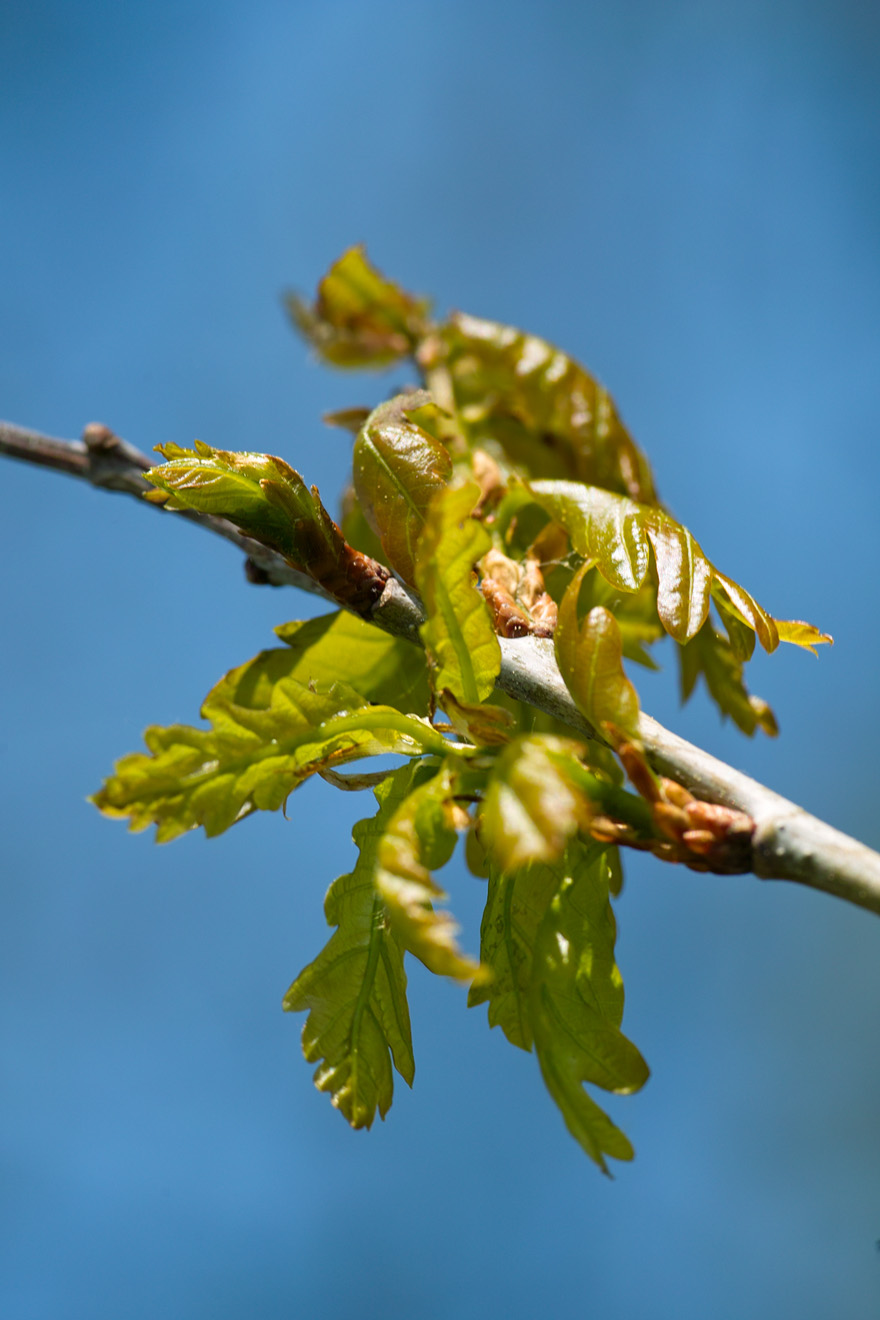
jarní ratolest

## Památné a významné stromy v okolí
- Duby u Zadního dvora
- Jemčinský dub
- Jemčinská lípa
- Jemčinská alej